# Johannes Falkenberg
Johannes Falkenberg (Oslo, Noruega, 1 de abril de 1911-Oslo, Noruega, 3 de junio de 2004) fue un antropólogo social noruego.

## Biografía
Falkenberg estudió en la Universidad de Oslo y cursó "Geografía con etnografía", enseñada por Ole Solberg. En 1938 viajó al interior del fiordo de Laksefjord, donde examinó asentamientos sami. Esto dio lugar a su tesis "Asentamientos a lo largo del interior de Laksefjord en Finnmark" (1941). Falkenberg estuvo vinculado al museo etnográfico de la Universidad de Oslo durante la mayor parte de su vida; fue curador de etnografía desde 1953 y en 1962 se convirtió en curador jefe.
Durante su tiempo como oficial de reserva fue capturado en Alemania, lo que, debido a otro prisionero del interior de Australia, provocó en él una fascinación por los pueblos indígenas. Como resultado, Falkenberg decidió que quería realizar investigaciones entre los nativos de Australia. En 1945, cuando regresó a su patria, se convirtió en conservador del museo etnográfico y en 1948 escribió el libro Et steinalderfolk i vår tid.[cita requerida] Falkenberg luego eligió al pueblo Murinbata en Port Keats en el norte de Australia para su investigación de campo en 1950. Esto dio lugar a la publicación del libro Kin y Totem y Relaciones grupales de los aborígenes australianos en el distrito de Port Keats (Oslo University Press; 1962). El antropólogo Rodney Needham describe esta obra en una reseña contemporánea para American Anthropologist como "una obra etnográfica absolutamente espléndida, una monografía magistral que debe inmediatamente ser incluida entre los clásicos de la antropología australiana". Warren Shapiro más tarde denominó este libro como "una de las dos mejores etnografías... sobre la Australia aborigen" de su tiempo. El estudio fue citado por Claude Lévi-Strauss . 
Entre sus últimos libros se encuentra The Affinal Relationship System: A New Approach to Kinship and Marriage between the Australian Aborigines at Port Keats (con su esposa Aslaug Falkenberg; Universidad de Oslo; 1981). Shapiro señala que los Falkenberg siguen la tradición de los «etnógrafos discursivos»; considera que este libro proporciona una gran cantidad de datos, pero critica su metodología por ser ingenua y, a veces, "innecesariamente anecdótica e insuficientemente formalizada".

## Lectura adicional
- Storm, Dikka (2019). The role of museum institutions in relation to research on Sámi culture, history, and society in Norway until the post World War II years. Journal Nordic Museology/Nordisk Museologi (3): 61–76